# دانييل سوبوتيتش
دانييل سوبوتيتش، من مواليد 31 يناير 1989 في زغرب في يوغوسلافيا، هو لاعب كرة قدم سويسري يلعب لنادي القادسية الكويتي في دوري فيفا الكويتي.

## روابط خارجية
- دانييل سوبوتيتش على موقع الاتحاد الأوربي (الإنجليزية)
- دانييل سوبوتيتش على موقع اتحاد أوكرانيا (الإنجليزية)
- دانييل سوبوتيتش على موقع دوري كوريا الجنوبية (الإنجليزية)
- دانييل سوبوتيتش على موقع قاعدة بيانات كرة القدم.إي يو (الإنجليزية)
- دانييل سوبوتيتش على موقع Soccerway.com (الإنجليزية)
- دانييل سوبوتيتش على موقع عالم كرة القدم.نت (الإنجليزية)